# Cabera flavescens
Cabera flavescens là một loài bướm đêm trong họ Geometridae.